# Escama supraocular
En reptiles con escamas, las escamas supraoculares son escamas (ampliadas) en la corona inmediatamente arriba del ojo. El tamaño y forma de estas escamas están dentro del grupo de muchos caracteres usados para diferenciar las especies entre sí.
En muchas especies de boidos y viperidos, las escamas supraoculares están muy fragmentadas. En otras, tales como los colúbridos y elápidos, son ampliadas.